# Cá thu đao
Cá thu đao (danh pháp khoa học: Cololabis saira) là loài cá thuộc họ Cá thu đao (Scomberesocidae).

## Mô tả
Cá có thân dài, trung bình khoảng 20 cm (tối đa 30 cm) một bên hơi hẹp lại; tiết diện của thân hầu như tròn. Đầu dài, đỉnh trơn bóng. Hàm trên hình tam giác có phủ vẩy. Hàm trên ngắn: chiều dài gần bằng chiều rộng của thân. Hàm dưới nhô dài ra, đỉnh hàm màu đỏ tía. Miệng có răng nhỏ và mịn. Mắt to, nằm gần mặt lưng. Vảy nhỏ và mỏng. Đường bên chạy dọc dưới bụng. Vây không có tia cứng: vây lưng có 14-16 tia và vây hậu môn có 14-16 tia, đối xứng với nhau và gần về phía đuôi. Vây đuôi chẻ làm hai: thùy trên ngắn hơn thùy dưới.
Thân có màu trắng-xanh lục nhạt, mỏ màu đen, có 3 sọc hẹp chạy dài theo thân màu sậm hơn. Bụng màu bạc nhạt. Các vây màu trắng, vây đuôi có rìa màu đen.

## Hình ảnh

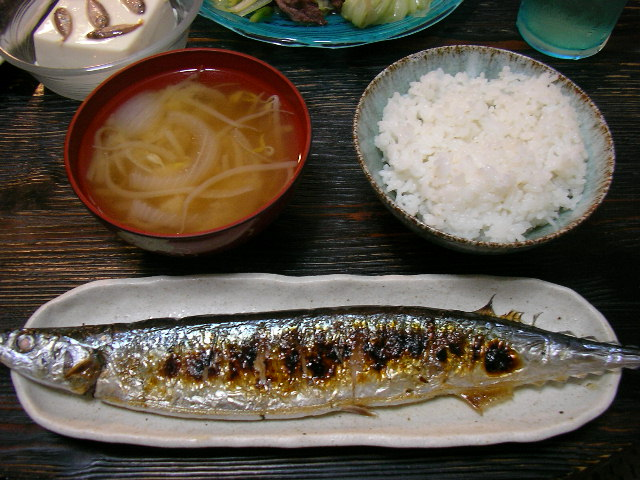
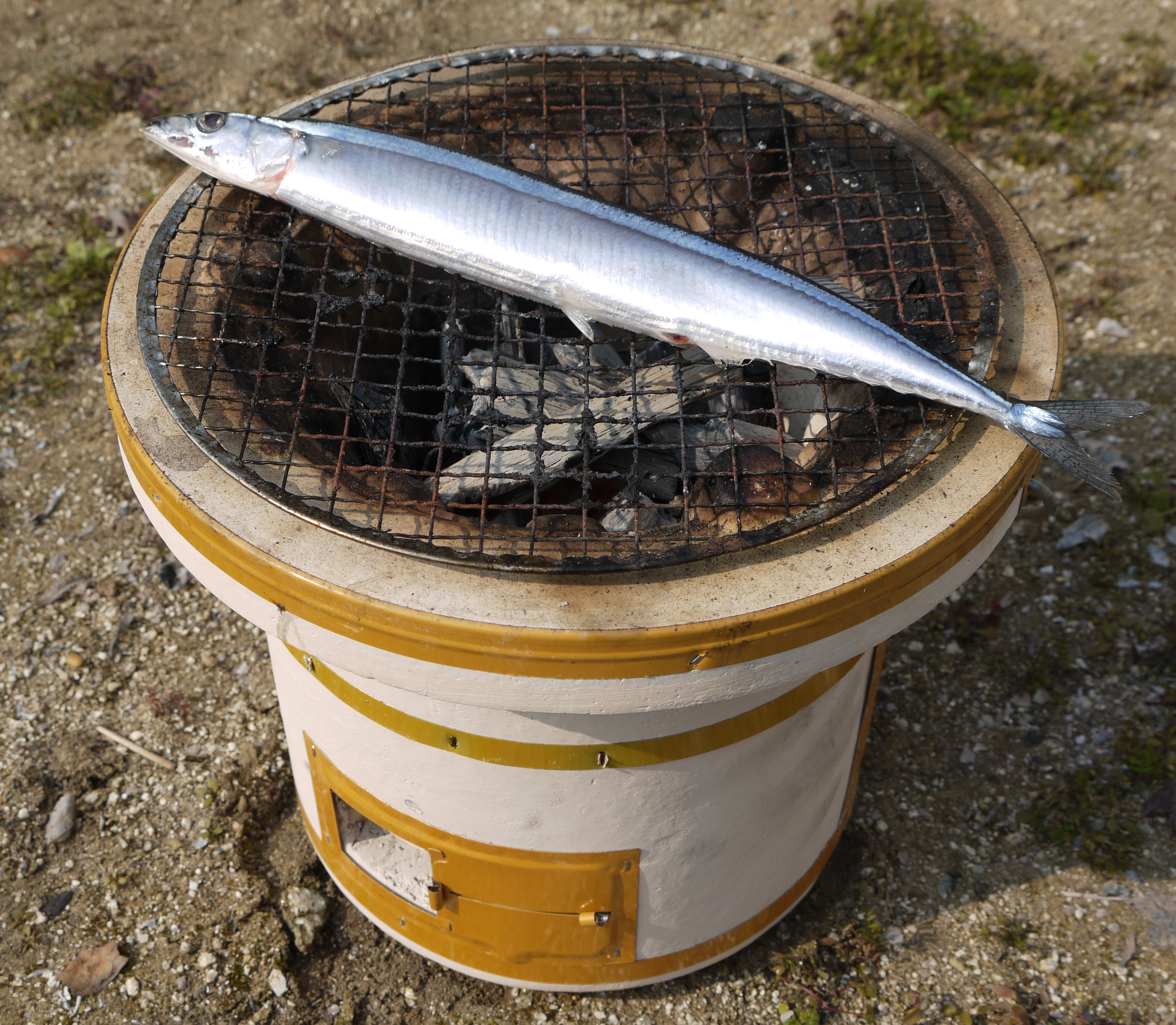
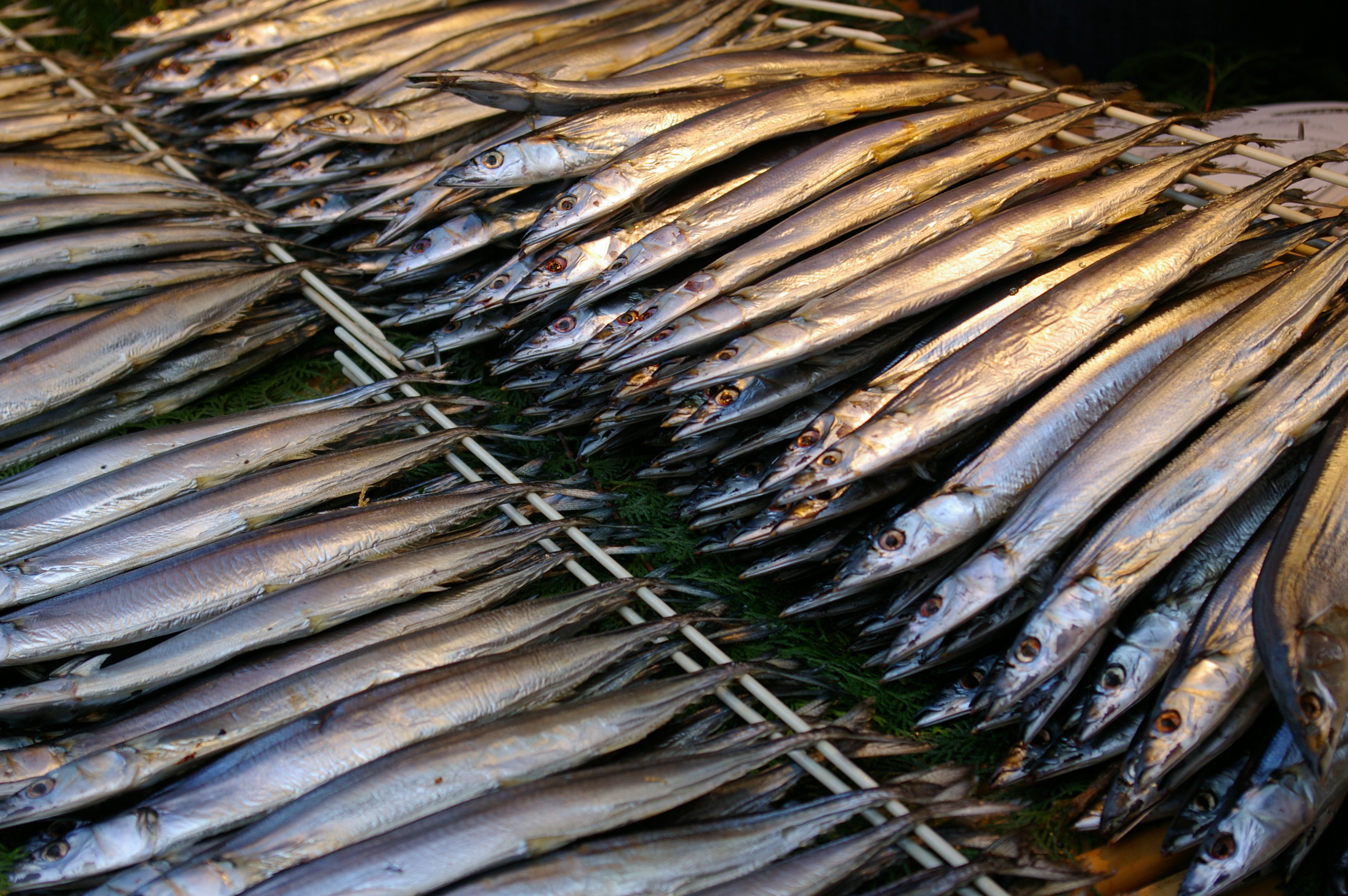
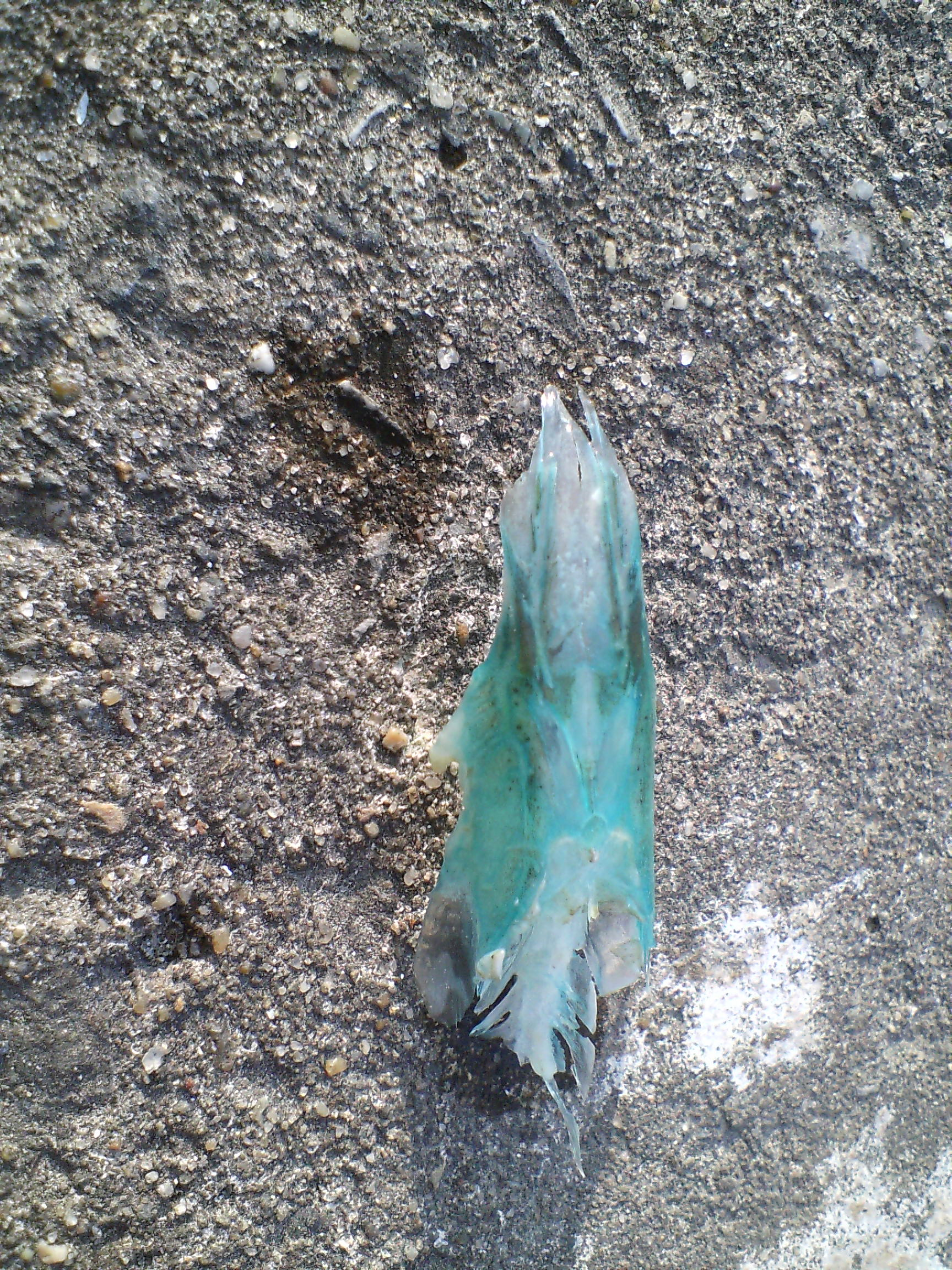